# Haniska (Prešov)
Haniska (ungarisch Eperjesenyicke – bis 1907 Enyicke) ist eine Gemeinde im Osten der Slowakei mit 745 Einwohnern (Stand 31. Dezember 2024) im Okres Prešov, einem Teil des Prešovský kraj und wird zur traditionellen Landschaft Šariš gezählt.

## Geographie

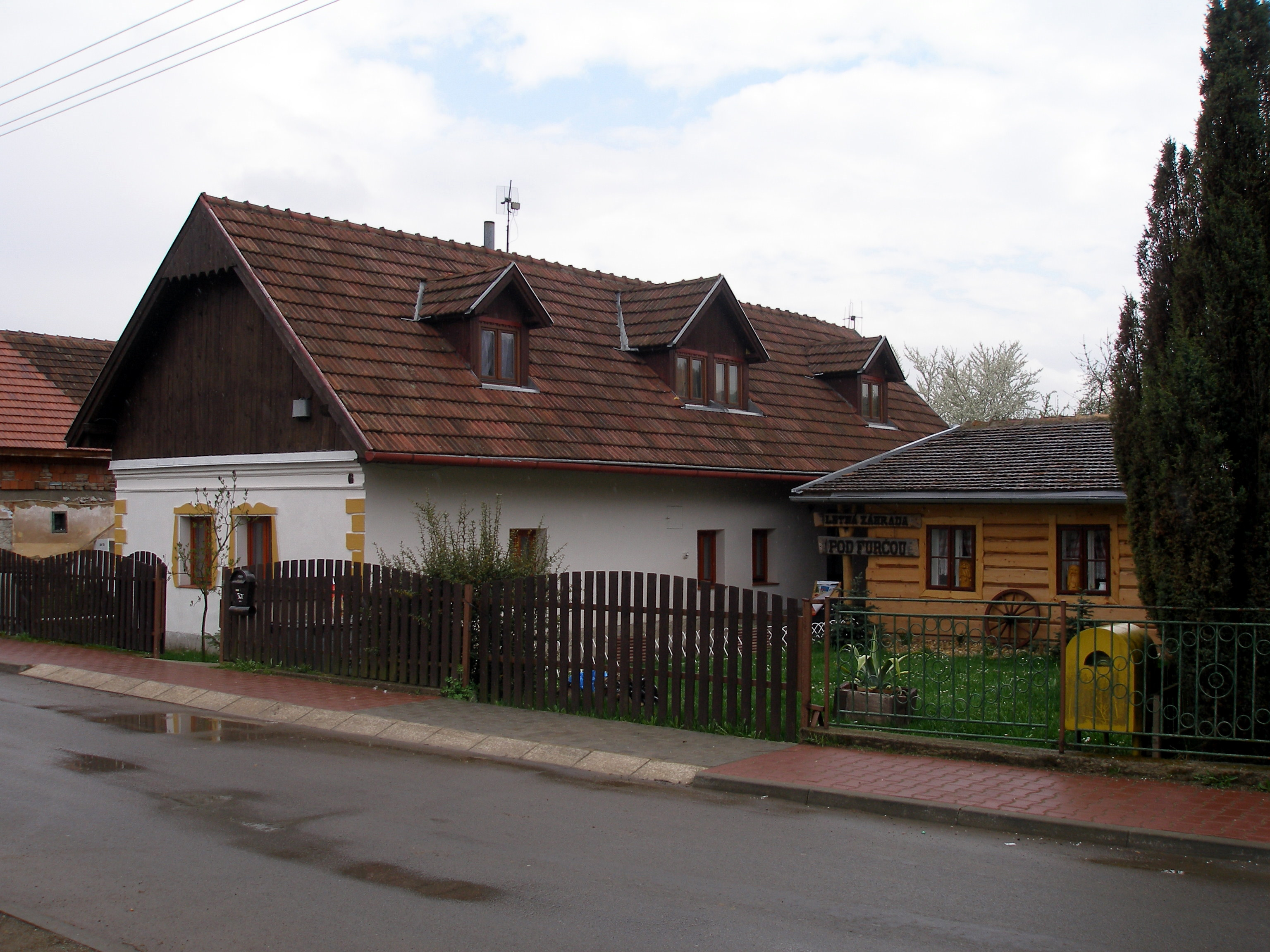
Ein Haus im Ort

Die Gemeinde befindet sich im Nordteil des Talkessels Košická kotlina am linken Ufer der Torysa beim Zusammenfluss mit der Delňa. Rechtsufrig reichen noch Ausläufer des Berglands Šarišská vrchovina in das knapp 1,9 km² große Gemeindegebiet hinein. Das Ortszentrum liegt auf einer Höhe von 233 m n.m. und ist sechs Kilometer vom Stadtzentrum von Prešov entfernt.

## Geschichte
Der Ort wurde zum ersten Mal 1288 schriftlich erwähnt und gehörte zu örtlichen Gutsbesitzern. 1828 sind 47 Häuser und 349 Einwohner verzeichnet.
1971–1990 war Haniska ein Teil von Prešov.

## Bevölkerung
| Jahr                | 1994 | 2004     | 2014     | 2024     |
| ------------------- | ---- | -------- | -------- | -------- |
| Anzahl der Personen | 514  | 586      | 677      | 745      |
| Unterschied         |      | +14,00 % | +15,52 % | +10,04 % |

| Jahr                | 2023 | 2024    |
| ------------------- | ---- | ------- |
| Anzahl der Personen | 734  | 745     |
| Unterschied         |      | +1,49 % |

Ergebnisse der Volkszählung 2001 (563 Einwohner):
| Nach Ethnie: - 97,69 % Slowaken - 0,89 % Ukrainer - 0,53 % Zigeuner | Nach Konfession: - 74,96 % römisch-katholisch - 9,06 % evangelisch - 5,15 % griechisch-katholisch - 5,15 % konfessionslos |

## Sehenswürdigkeiten

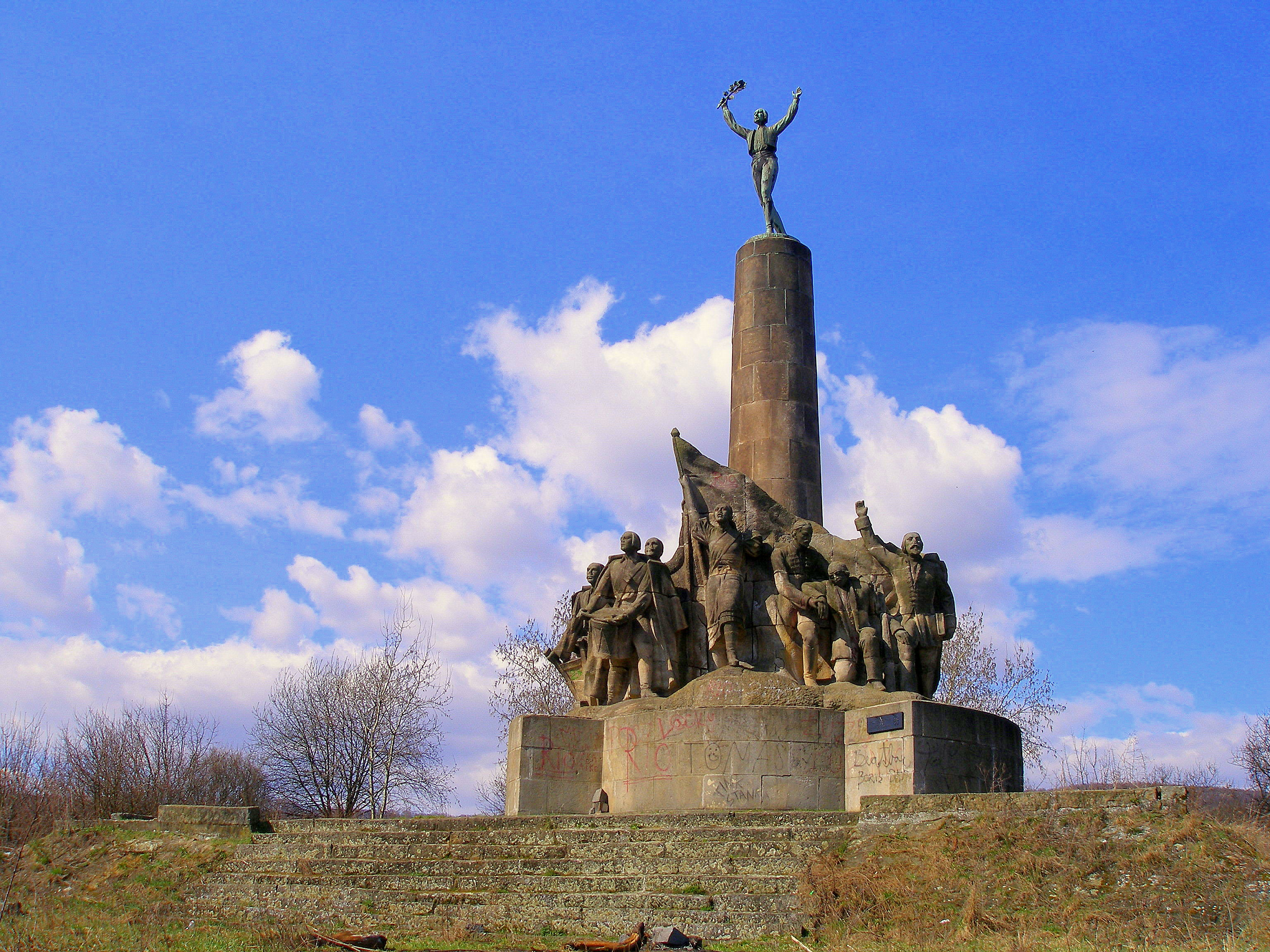
Denkmal an den Bauernaufstand

- römisch-katholische Kirche der Hl. Dreifaltigkeit aus dem Jahr 1950
- Denkmal an den Ostslowakischen Bauernaufstand im Jahr 1931 am Berg Furča